# Spencer Compton, 2. Earl of Northampton

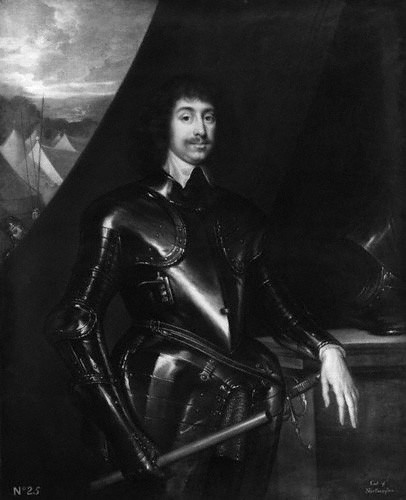
Spencer Compton, 2. Earl of Northampton

Spencer Compton, 2. Earl of Northampton (* Mai 1601; † 19. März 1643) war ein englischer Feldherr, Politiker und Peer.

## Leben
Spencer Compton war ein Sohn von William Compton, 2. Baron Compton, und besuchte in jungen Jahren das Queen’s College in Cambridge. Im November 1616 wurde er anlässlich der Investitur des Kronprinzen Karl, Duke of York als Prince of Wales zum Knight of the Bath geschlagen.
1618 wurde sein Vater zum Earl of Northampton erhoben, Spencer Compton führte damit den Höflichkeitstitel Lord Compton. 1621 ehelichte er Mary Beaumont, eine Cousine von George Villiers, des späteren Duke of Buckingham. Aus der Ehe entstammten acht Kinder.
Fünf Jahre später erbte er durch Writ of acceleration vorzeitig den Titel 3. Baron Compton als eigenständige Würde und, damit verbunden, auch einen Sitz im House of Lords. 1630 erbte er von seinem Vater die Earlswürde. Seine Ehe öffnete ihm das englische Königshaus und er begleitete den Duke of Buckingham und den Prince of Wales – der 1625 als Karl I. König wurde, 1623 auf der deren Reise nach Madrid. Ziel dieser Reise waren die Hochzeitsvorbereitungen von Karl mit der Schwester des spanischen Königs. Compton wurde ein enger Freund Karls I., dem er zeitlebens eng verbunden blieb.
Erste militärische Erfahrungen sammelte er bei Feldzügen in Kontinentaleuropa. Bei Ausbruch des englischen Bürgerkriegs wurde Compton Heerführer bei den Royalisten und organisierte als Commissioner of Array die Truppenaushebungen in Warwickshire. 1643 wurde er Befehlshaber der Royalistentruppen in Warwickshire und Northamptonshire. Nach dem Fall von Lichfield sammelte Compton seine Einheiten vor der Ortschaft Hopton und stellte dort die Parlamentarier unter der Führung von Sir John Gell. Es kam zur Schlacht von Hopton Heath. Als der Sieg der Royalisten bereits sicher war, geriet Compton auf seinem Pferd während einer letzten Attacke in eine Gruppe Infanteristen der Parlamentarier. Als er sich weigerte, sich zu ergeben, wurde er vom Pferd gestoßen und erschlagen.